# Havárie Falconu 50 v Moskvě
K havárii francouzského letounu Dassault Falcon 50 EX na moskevském letišti Vnukovo došlo 20. října 2014 v 23:57 moskevského času. Letoun přepravoval jediného cestujícího, šéfa společnosti Total Christopha de Margerie cestujícího z pravidelného fóra zahraničních investorů, který se pravidelně vyjadřoval za zrušení sankcí vůči Rusku v rámci vleklé ukrajinské krize a naopak za prohloubení energetické spolupráce mezi Evropou a Ruskem. Zemřel on i všichni tři členové posádky.

## Letadlo
Třímotorový proudový letoun Dassault Falcon 50 EX francouzského přepravce Unijet registrační číslo F-GLSA, byl vyroben v listopadu 2006.

## Nehoda
20. října 2014 těsně před půlnocí se stroj pokoušel vzletět, v tom ale zavadil levým křídlem o uklízecí stroj (sněžný pluh) a začal ihned hořet. Přes okamžitý zásah letištních hasičů se nepodařilo nikoho zachránit.

## Vyšetřování a důsledky
Po nehodě, 23. října rezignoval generální ředitel letiště Andrej Ďjakov a jeho zástupce Sergej Solncev. Ruský prokurátor nechal zadržet čtyři podezřelé: vedoucího správy letiště Vladimira Ledeneva, šéfa řízení letů Romana Dunajeva a dva dispečery. Kdo by mohl být za nehodu zodpovědný, prověřuje vyšetřovací komise. Podle mluvčího vyšetřovatelů Vladimira Markina byl šedesátiletý řidič sněžného pluhu, s kterým se letadlo srazilo, s vysokou pravděpodobností v době střetu opilý. Ozývaly se kritické názory, že vyšetřovatelé se snažili celou věc uzavřít co nejrychleji a obvinit právě opilého řidiče.
Dne 25. října 2016 dokončila speciální komise Mezistátního leteckého výboru (IAC) dvouleté vyšetřování příčin havárie.
Podle zprávy byly příčinami katastrofy následující faktory:
- nedostatek řádné kontroly ze strany vedoucího směny letištní služby, u kterého byl zjištěn alkohol, nad prací na letišti;
- nedostatečná účinnost opatření ke snížení rizik z hlediska nepovolených výjezdů na dráhu s přihlédnutím k charakteristikám letiště;
- neprovedení opatření k zastavení vzletu posádkou po informaci prvního pilota o „autě, které přechází silnici“;
- nemožnost ovládat příďové kolo letadla ze sedadla druhého pilota, který dostal řízení přímo během rozjezdu letadla
- selhání řidiče sněžného pluhu navázat spojení s vedoucím směny na letišti nebo specialisty ATC v případě ztráty orientace;
- ztráta orientace řidičem rolby, u kterého byl zjištěn alkohol, při provádění prací na letišti, což vedlo k neoprávněnému odjezdu a zastavení na pracovní dráze;[5]